# An Christiaens
Pour les articles homonymes, voir Christiaens.
An Christiaens, née le 25 novembre 1979 à Tongres est une femme politique belge flamande, membre du CD&V.
Elle est licenciée en droit (KUL, 2002); post-graduat de fiscalité (KUL); avocate (-2008); juriste à la ville de Bilzen; conseillère consulaire au cabinet des Affaires étrangères de Yves Leterme, ensuite conseillère justice du premier ministre Yves Leterme (2009-2010); conseillère juridique auprès du cabinet de la Défense de Pieter De Crem (2012-2014).

## Fonctions politiques
- Conseiller communal à Tongres (2012-)
  - échevine des Travaux publics, de la Jeunesse et de l'accueil de la Petite enfance
- députée au Parlement flamand
  - depuis le 25 juillet 2014 en suppléance à Jo Vandeurzen, ministre flamand